# Chiba Lotte Marines
Chiba Lotte Marines (jap. 千葉ロッテマリーンズ Chiba Rotte Marīnzu) – japoński klub baseballowy z Chiby, występujący w zawodowej lidze Nippon Professional Baseball w Lidze Pacyfiku.
Klub powstał w 1950 roku pod nazwą Mainichi Orion, którą w późniejszym okresie zmieniał kilkakrotnie na Daimai Orions (1958–1963), Tokyo Orions (1964–1968) i Lotte Orions (1969–1991). Od 1992 występuje jako Chiba Lotte Marines.

## Sukcesy
- Zwycięstwa w Japan Series (4):
1950, 1974, 2005, 2010
- Zwycięstwa w Pacific League (5):
1950, 1960, 1970, 1974, 2005